# HyperZ

HyperZ

HyperZ — технология, изобретённая фирмой ATI для повышения скорости передачи информации от GPU к видеопамяти.
HyperZ работает на блочной основе, то есть на основе разбиения экрана на квадратные фрагменты. GPU вырисовывает полигон сначала в обычном порядке, затем в блочном, и если блок полностью закрывает собой полигон, то он отбрасывается и исключается из дальнейшей обработки (при рендеризации это экономит до 20 % времени). Тем самым HyperZ экономит пропускную способность памяти, уменьшая поток проходящей через неё информации.
Состоит из трёх компонентов:
- Hierarchical-Z — упрощённая реализация иерархического Z-буфера. Идея иерархического Z-буфера достаточно проста: помимо самого Z-буфера организуется пирамида Z-буферов пониженного разрешения. Каждый из этих новых буферов имеет размеры, вдвое уменьшенные по горизонтали и вертикали по сравнению с предыдущим Z-буфером. При этом в каждое значение Z из буфера более низкого разрешения должно быть записано наибольшее из четырёх соответствующих значений Z предыдущего буфера, имеющего более высокое разрешение;
- Fast Z-Clear — быстрая очистка Z-буфера. После построения и вывода изображения на экран, информация содержащаяся в Z-буфере, уже неактуальна и подлежит стиранию. Z-буфер обнуляется, но записываются не отдельные значения, а используя блоки замещается несколько значений сразу;
- Z-Compression — сжатие данных, читаемых и/или записываемых в Z-буфер без потерь.

## HyperZ (R100)
Первая реализация технологии.

## HyperZ II (R200)
Алгоритмы реализации используемых функций Hierarchical-Z, Fast Z-Clear, Z-Compression, были переработаны и усовершенствованы. Уменьшен размера блока (4x4 против 8x8 у R100). Добавилась возможность отбрасывать 64 пикселя за такт (против 8 в R100).
Всё это увеличивает скорость ещё на 20 %.

## HyperZ III (R300)
Использует более гибкий кэш Z-буфера, который оптимизирован для рендеринга динамических теней в реальном времени.

## HyperZ III+ (R350)
Улучшения затронули Z-кэш (блок ускоряющий работу с Z-буфером), более эффективное сжатие Z-данных (максимальное значение 24:1 против 8:1 у R300) и оптимизация работы с двусторонним буфером шаблонов. Увеличена скорость работы с динамическими тенями, при расчёте которых активно используется буфер шаблонов.

## HyperZ HD (R420)
Является дальнейшим развитием технологии HyperZ, первая версия которой была реализована в первом чипе семейства Radeon (R100). Постфикс HD указывает на эффективную работу в высоких разрешениях.